# Stinus Kæmpe
Stinus Bjerring Kæmpe (født 26. februar 2001 i København) er en dansk-australsk forhenværende cykelrytter, der senest kørte for WSA KTM Graz. Efter et længerevarende ophold i Australien, er han statsborger i både Danmark og Australien. 

## Karriere

### Australien
Kæmpe blev født i København. Som 12-årig flyttede han med familien til australske Melbourne, da faren skulle arbejde for Microsoft. Ved siden af skolegangen dyrkede han svømning. Da han i sommeren 2017 tog til Danmark for at gå på Ranum Efterskole College, stoppede han med svømning, da der ikke var mulighed for at dyrke sporten på skolen. Efter skoleopholdet i Ranum tog han tilbage til familien i Australien. Her begyndte han i foråret 2019 at cykle sammen med tidligere fodboldspiller Thomas Sørensen, og fik i efteråret tilknyttet en træner. I september kørte han sit første motionsløb. I december 2019 kørte han sit første licensløb, da han for Carnegie Caulfield Cycling Club stillede op i et etapeløb i den australske C-klasse. Her vandt han løbets to første etaper, og løbet samlet. Under det lange ophold i Australien fik Stinus Kæmpe også australsk statsborgerskab, hvilket betød at han kunne stille op ved de australske mesterskaber, og blev en kandidat til landets landshold.

### Danmark
I slutningen af 2020 flyttede familien tilbage til Danmark og hovedstadsområdet, hvor de bosatte sig i Brønshøj. Fra starten af 2021-sæsonen begyndte Stinus Kæmpe hos Sydkysten Cycling Development Team, hvor han fra starten skulle køre i den danske B-klasse. Her blev det blandt andet til tre sejre på otte dage, og Kæmpe havde i løbet af kort tid samlet point nok til at rykke op i A-klassen. Derfor skiftede han i juni 2021 til klubbens DCU-team Team IBT-BH Carl Ras.

### Østrig
Sammen med Daniel Guld flyttede Stinus Kæmpe i marts 2022 til det østrigske eliteteam ARBÖ headstart On-Fahrrad. De to danskere bosatte sig i en landsby udenfor Wien.
Fra 2023-sæsonen skiftede Kæmpe til det østrigske kontinentalhold WSA KTM Graz p/b Leomo. Her kørte han i to sæsoner, inden han valgte at stoppe sin aktive karriere som eliterytter.

## Meritter
2021
11. plads, danske U23-mesterskab i enkeltstart
2022
1. plads i Znievske DNI
2. plads, 1. etape af Tour of Bright
3. plads samlet i RBB Tour
3. plads, 1. etape
10. plads samlet i Tour of Szeklerland
2. plads i ungdomskonkurrencen
13. plads, australske U23-mesterskab i enkeltstart
2023
7. plads, australske U23-mesterskab i enkeltstart